# Eklektus různobarvý
Eklektus různobarvý (Eclectus roratus) je druh papouška, jehož rozšíření sahá od Sumby přes Novou Guineu a Yorský poloostrov po Šalomounovy ostrovy. Je jediným žijícím druhem rodu eklektus; jeho nejbližším příbuzným byl eklektus pacifický, který žil na souostroví Tonga a vyhynul pravděpodobně před třemi tisíci lety.
Pták je pojmenován podle toho, že pohlavní dimorfismus je u něj výraznější než u jiných papoušků. Samci jsou zbarveni převážně žlutozeleně, pouze na křídlech a ocase se objevují červená a modrá pera, zobák je korálově červený a duhovka oranžová. Samice má hlavu a hruď červenou, hřbet a křídla hnědá, břicho modrofialové, zobák černý a žlutavou duhovku. Ještě na počátku dvacátého století byli proto samci a samice pokládáni za dva různé druhy. Eklektus různobarvý dosahuje délky okolo 35 cm a váhy 400–500 g.
Je relativně hojným druhem; obývá prales, lesnaté savany a mangrovy, vyskytuje se zpravidla v párech. Živí se převážně ovocem (fík, mango, papája, granátové jablko), je proto považován za škůdce v zemědělství. Má dlouhá střeva, která mu umožňují strávit potravu s vysokým podílem vlákniny. Hnízdí v dutinách vysokých stromů, samice klade dvě vejce, z nichž se mláďata líhnou zhruba po čtyřech týdnech, osamostatňují se ve věku tří měsíců. Mohou se dožít věku až 75 let.
Domorodí Papuánci vyrábějí z jeho peří obřadní čelenky. Eklektus je také často chován jako domácí mazlíček, vyniká klidnou povahou a učenlivostí, dokáže napodobovat různé zvuky.

## Geografické poddruhy
- Eklektus různobarvý aruský (Eclectus roratus aruensis)
- Eklektus různobarvý biakský (Eclectus roratus biaki)
- Eklektus různobarvý sumbský (Eclectus roratus cornelia)
- Eklektus různobarvý australský (Eclectus roratus macgillivrayi)
- Eklektus různobarvý pestrý (Eclectus roratus polychloros)
- Eklektus různobarvý tanibarský (Eclectus roratus riedeli)
- Eklektus různobarvý modrokřídlý (Eclectus roratus roratus)
- Eklektus různobarvý šalamounský (Eclectus roratus solomonensis)
- Eklektus různobarvý severní (Eclectus roratus vosmaeri)
- Eklektus různobarvý malý (Eclectus roratus westermani)

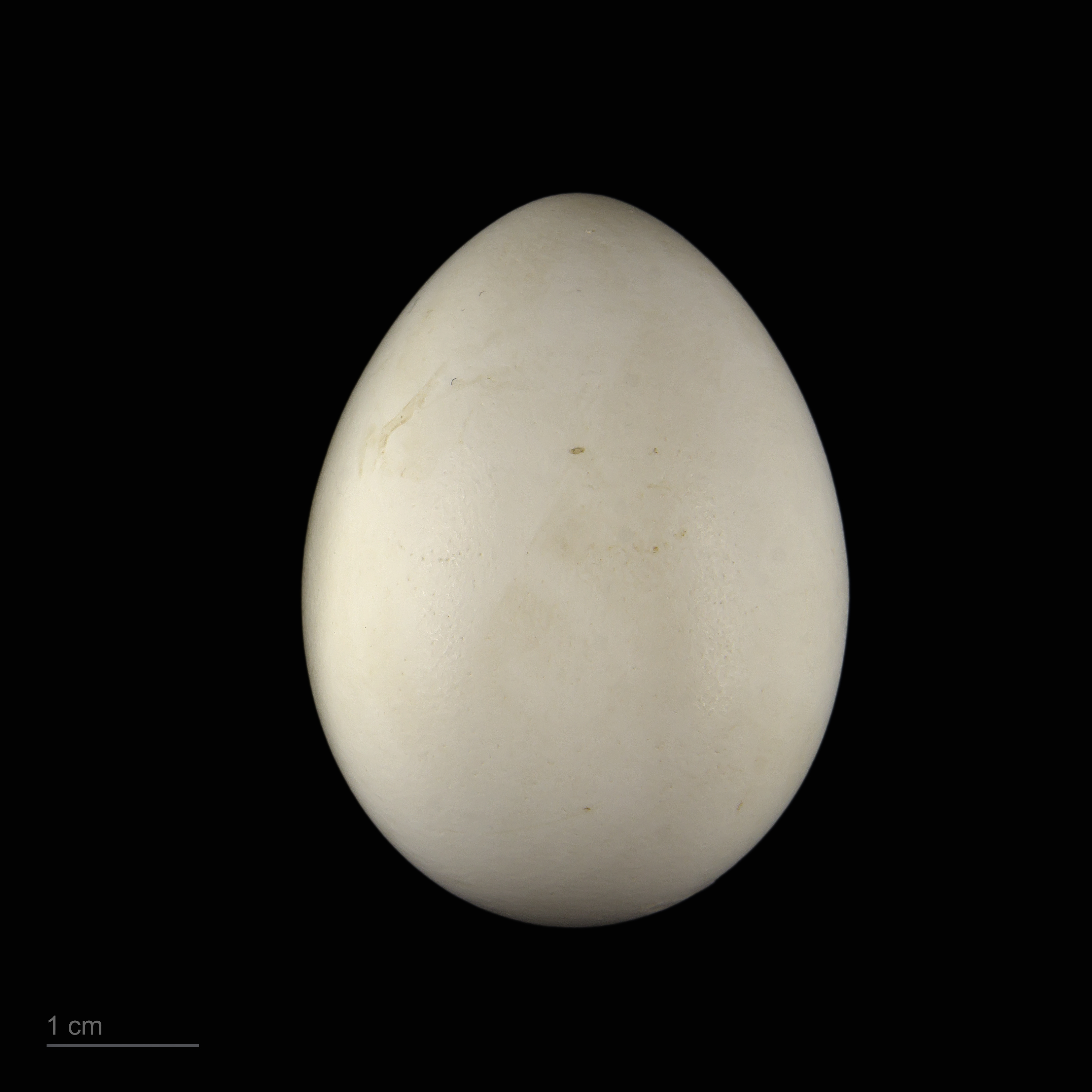
Eclectus roratus